# Longomel
Longomel es una freguesia portuguesa del concelho de Ponte de Sor, con 46,19 km² de superficie y 1.479 habitantes (2001). Su densidad de población es de 32,3 hab/km².